# Boris Tadić
Boris Tadić (Борис Тадић) (Sarajevo, 15 gennaio 1958) è un politico serbo.

## Biografia
Boris Tadić è figlio di Ljuba Tadić, un filosofo. È nato a Sarajevo, Bosnia ed Erzegovina. I suoi nonni furono uccisi durante la seconda guerra mondiale dagli Ustascia (il movimento nazionalista e filofascista croato di Ante Pavelić), dopo la creazione dello Stato indipendente di Croazia, a causa delle loro origini serbe.
Ha frequentato sia le scuole dell'obbligo che gli istituti superiori a Belgrado, per poi laurearsi in psicologia sociale all'Università di Belgrado. Ha insegnato psicologia nel primo ginnasio della capitale serba.
Ha fondato e fu il primo direttore del "Centro per lo sviluppo della democrazia e della scienza politica".

## Carriera politica
Tadić è un membro del Partito Democratico (una formazione di ispirazione socialdemocratica, aderente all'Internazionale Socialista) dal 1990. Ha assunto diversi ruoli all'interno del partito: segretario del consiglio generale, vice presidente della giunta esecutiva, presidente facente funzioni della stessa e infine due volte eletto vicepresidente del partito.
Nell'autunno del 2000, dopo la caduta del regime di Slobodan Milošević, è stato nominato Ministro delle Telecomunicazioni nel governo della Repubblica Federale di Jugoslavia e in seguito Ministro della Difesa nel Consiglio dei ministri della Serbia e Montenegro.
Nel 2003 è stato eletto all'Assemblea legislativa della Serbia e Montenegro, diventando capogruppo della rappresentanza parlamentare del suo partito. Nello stesso anno è divenuto presidente del Partito Democratico, in seguito all'assassinio del presidente, il primo ministro serbo in carica Zoran Đinđić.
Nel primo turno (13 giugno 2004) delle elezioni presidenziali serbe ha ottenuto il 27,3% delle preferenze. Nel secondo turno, il 27 giugno 2004, ha sconfitto nel ballottaggio Tomislav Nikolić, esponente del Partito Radicale Serbo, con il 53,24% dei voti.

## Presidenza
Tadić si è insediato ufficialmente alla Presidenza della Repubblica con la cerimonia svoltasi a Belgrado l'11 giugno 2004.
Il 1º dicembre 2004 le auto del corteo presidenziale di Tadić vennero coinvolte in un incidente stradale. Miroslav Cimpl, un impiegato serbo dell'ambasciata degli Stati Uniti, si rifiutò di far strada alle autovetture e tamponò ripetutamente le macchine, anche se la vettura di Tadić non fu coinvolta direttamente. L'impiegato tentò di fuggire, ma dopo aver rivelato l'accaduto all'ambasciata fu arrestato.
Questo incidente colpì profondamente l'opinione pubblica, in quanto evocava il ricordo del fallito tentativo di assassinare il primo ministro Zoran Đinđić nel febbraio 2003, quando un autocarro guidato da un membro del clan Zemun (Dejan Milenković, conosciuto come Bagzi) investì l'auto del premier. Đinđić fu in seguito (12 marzo 2003) ucciso da persone vicine allo stesso clan. Molti ritennero che questo episodio fu un tentativo di assassinare Tadić, ma le indagini successive della polizia non hanno evidenziato elementi che supportino questa tesi.
L'11 luglio 2005 Tadić ha partecipato alle commemorazioni ufficiali per i dieci anni dalla strage di Srebrenica "per rendere omaggio alle vittime innocenti, e dimostrare che i Serbi non approvano questo crimine contro dei musulmani" e sostenendo che c'è "la necessità di mostrare la distanza tra i criminali di guerra e i cittadini". La partecipazione del Presidente ha provocato da una parte l'irritazione dell'associazione delle "Madri di Srebrenica", dall'altra in Serbia le critiche dei nazionalisti.
Il 3 giugno 2006 la federazione di Serbia e Montenegro si è ufficialmente sciolta. Da quella data, Tadić è stato investito della carica di Presidente della Repubblica di Serbia.
Boris Tadić è stato il primo capo di Stato serbo che ha incontrato ufficialmente il papa. La visita a papa Benedetto XVI ha concluso infatti un viaggio ufficiale svolto il 28 settembre 2005 a Roma.
In data 3 febbraio 2008 è stato riconfermato Presidente della Serbia imponendosi al secondo turno con il 50,5 % delle preferenze elettorali.
Il 4 aprile 2012, Tadić si dimette annunciando la sua ricandidatura alle elezioni presidenziali anticipate il 6 maggio.
Alle elezioni presidenziali del 6 maggio Tadić ottiene il 25% dei voti così come il suo avversario il conservatore Tomislav Nikolić, al ballottaggio del 20 maggio 2012 il presidente uscente perde a favore di Nikolić che è eletto nuovo Presidente della Serbia.
Nel 2014 ha abbandonato il Partito Democratico e ha fondato il Nuovo Partito Democratico, poi unitosi ai Verdi di Serbia e infine trasformatosi in Partito Socialdemocratico.

## Curiosità
Oltre alla lingua madre, Tadić parla anche italiano, inglese e francese. È alto 192 cm.